# Torre Pellice
 Torre Pellice je italská obec v metropolitním městě Torino v oblasti Piemont. Nachází se 45 km jihozápadně od Turína na řece Pellice. Žije zde přibližně 4 600 obyvatel. Je centrem Valdenských.
Sousedí s obcemi Angrogna, Villar Pellice, Luserna San Giovanni a Rorà.